# Millepora alcicornis
Millepora alcicornis is een hydroïdpoliep uit de familie Milleporidae. De wetenschappelijke naam werd in 1758 gepubliceerd door Carl Linnaeus in de tiende editie van Systema naturae. Deze brandkoraal wordt gevonden op koraalriffen in ondiep water in de tropische westelijke Atlantische Oceaan. Afhankelijk van de locatie toont het een verscheidenheid aan verschillende morfologieën. Het voedt zich met plankton en haalt een deel van zijn energiebehoefte uit microalgen die in zijn weefsels worden aangetroffen. Het is een belangrijk lid van de gemeenschap die riffen bouwt en is onderhevig aan dezelfde bedreigingen als koralen. Bij onoplettende duikers kan het kan pijnlijke steken veroorzaken.